# منتخب الدنمارك تحت 19 سنة لكرة القدم
منتخب الدنمارك تحت 19 سنة لكرة القدم (بالدنماركية: Danmarks U/19-fodboldlandshold)‏ هو ممثل الدنمارك الرسمي في المنافسات الدولية في كرة القدم في فئة كرة قدم للرجال تحت 19 سنة، يديريه اتحاد الدنمارك لكرة القدم.